# 远东豹

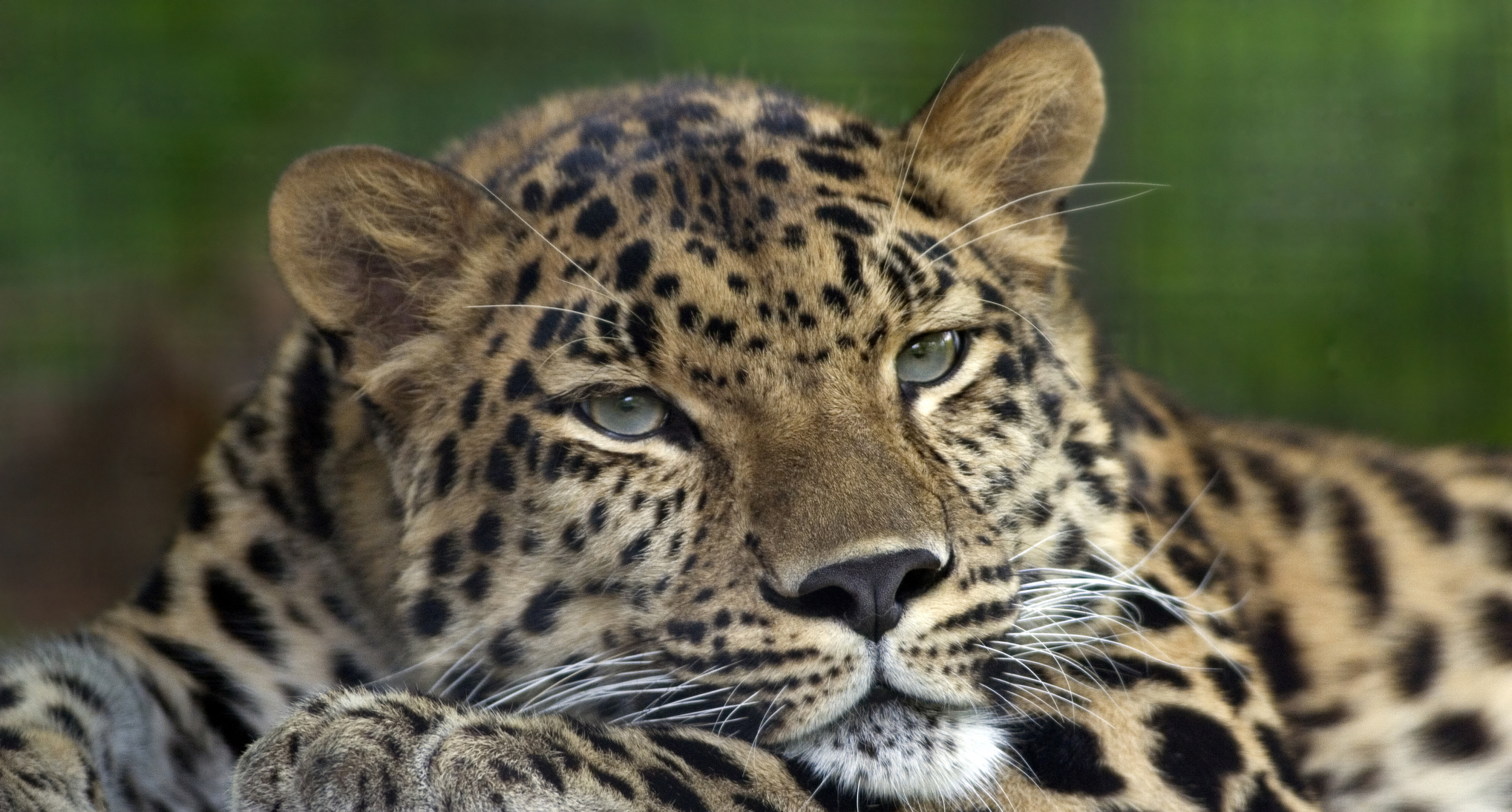
远东豹

远东豹（学名： Panthera pardus orientalis），或称阿穆尔豹、东北豹、滿洲豹、朝鲜豹，大型猫科食肉动物，是豹的九个亚种之一。因生活在远东地区而得名，在中国当地俗称土豹子，是国家一级重点保护动物。
其亚种加词“orientalis”意为“东方的”。

## 分布
曾经广泛分布於中国东北黑龙江、吉林和朝鲜半岛北部及俄羅斯遠東的濱海邊疆區森林中。是唯一一种适应雪域生存环境的豹亚种，和东北虎的栖息地有所重叠。
由于人类活动加剧了森林的消失和人类捕猎活动的猖獗，目前全世界野生远东豹不足50隻，大多生活在俄罗斯远东地区及兩韓非軍事區。目前，国际社会已经加强对远东豹的保护，但是形势仍然不容乐观。

## 形态
皮质厚实，颜色较浅。毛发比其他亚种长，夏天长约2.5公分，冬天长度在5到7公分。在豹亚种里体型偏小。雄性平均体重在35公斤到55公斤之间，最重80公斤；雌性平均体重在30公斤到50公斤之间。

## 繁殖
远东豹每年1，2月交配繁殖，母豹的妊娠期90到105天，多数为92-95天之间，每胎1到4仔，人工饲养条件下可以多达6仔，哺乳期3个月左右，豹崽跟随母亲生活1至1.5年后独立，2到3岁性成熟，寿命15至17年。在圈养环境中可以活到21岁。

## 猎食
经常捕食梅花鹿、麝、狍子、驯鹿、野猪、野兔等食草动物，有时也会捕猎獾，鸟类和啮齿类。在食物极端缺乏的情况下也会捕捉2岁以下的幼年黑熊。会把猎物拖到树上存放以防被盗。

## 保护
中国远东豹在虎豹国家公园里有42只。
2014年的调查发现中俄边境区域至少存在87只东北豹。

## 脚注
1. ↑  王天明; 冯利民, 杨海涛, 鲍蕾, 王红芳, 葛剑平. . 生物多样性. 2020, 28 (9): 1059–1066. doi:10.17520/biods.2020139.